# Rótulo
Rótulo é toda e qualquer informação referente a um produto que esteja transcrita na sua embalagem. Faz parte do rótulo apenas um formato/tamanho definido para essa mesma embalagem.
Presente também na embalagem poderemos ter um contra-rótulo que se trata de um novo formato. Qualquer outro formato/tamanho presente na mesma embalagem têm a denominação técnica de desdobramento.
O Rótulo acaba por ser uma forma de comunicação visual, podendo conter a marca do produto e informações acerca deste. É também uma forma de deixar o produto mais atraente.

## Regulamentação
Os rótulos de parte dos produtos, tais quais os alimentos, costumam ser regulamentados por órgãos específicos normatizados por órgãos responsáveis, como é o caso da ANVISA no Brasil. Segundo a ANVISA, o rótulo de um alimento deve conter obrigatoriamente informações sobre sua denominação, que identifique sua origem e característica, como por exemplo "óleo de oliva"), uma lista com seus ingredientes, exeptuando alimentos que contenham um único ingrediente, o seu peso líquido, a identificação de origem, de seu lote, o prazo de validade além de instruções de preparo e informações nutricionais.
Portarias recentes regulamentaram que todo alimento industrializado que contenha glúten - 23 de dezembro de 1992 (lei 8543) - deve conter esta advertência em seu rótulo. A Portaria de número 29 (13 de janeiro de 1998) diz que todo alimento para fins especiais devem ter no rótulo a informação e sua finalidade. Casos específicos devem conter inclusive advertência, tais como a dos alimentos que não podem ser consumidos por diabéticos, que contenham sacarose (açúcar).
O Código de Defesa do Consumidor determina que os produtos devem conter informações corretas, claras, precisas, ostensivas e em língua portuguesa sobre suas características, qualidades, quantidade, composição, preço, garantia, prazos de validade e origem, entre outros dados, bem como sobre os riscos que apresentam à saúde e segurança dos consumidores.

## Etiqueta do armazém
Os locais de armazenamento nas prateleiras são frequentemente marcados com uma etiqueta de prateleira (possivelmente também com um código de barras ou numeração). Podem ser autocolantes, magnéticos ou deslizantes.